# Meitang (sockenhuvudort i Kina, Jiangxi Sheng, lat 27,10, long 114,81)
Meitang är en sockenhuvudort i Kina. Den ligger i provinsen Jiangxi, i den sydöstra delen av landet, omkring 210 kilometer sydväst om provinshuvudstaden Nanchang. Antalet invånare är 22 659. Befolkningen består av 10 741 kvinnor och 11 918 män. Barn under 15 år utgör 20,0 %, vuxna 15-64 år 72 %, och äldre över 65 år 7,0 %.
Runt Meitang är det ganska tätbefolkat, med 124 invånare per kvadratkilometer. Närmaste större samhälle är Ji'an, 17,2 km öster om Meitang. Trakten runt Meitang består till största delen av jordbruksmark.
Genomsnittlig årsnederbörd är 2 038 millimeter. Den regnigaste månaden är maj, med i genomsnitt 329 mm nederbörd, och den torraste är oktober, med 26 mm nederbörd.